# Formiguères
Formiguères település Franciaországban, Pyrénées-Orientales megyében. Lakosainak száma 491 fő (2022. január 1.). Formiguères Orlu, Fontrabiouse, Puyvalador, Réal, Sansa, Matemale, Les Angles és Angoustrine-Villeneuve-des-Escaldes községekkel határos.

## Földrajz

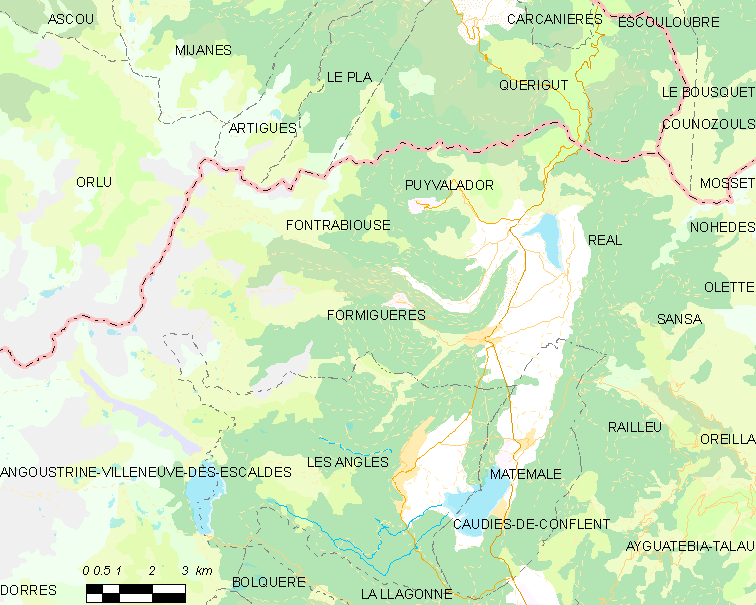
Formiguères és környéke

## Népesség
A település népességének változása:
| Lakosok száma | 441  | 457  | 472  | 479  | 489  | 505  | 500  | 496  | 491  |
|               | 2013 | 2015 | 2016 | 2017 | 2018 | 2019 | 2020 | 2021 | 2022 |